# (473153) 2015 KW17
(473153) 2015 KW17 es un asteroide perteneciente al cinturón de asteroides, descubierto el 10 de julio de 2005 por el equipo del Spacewatch desde el Observatorio Nacional de Kitt Peak, Arizona, Estados Unidos.

## Designación y nombre
Designado provisionalmente como 2015 KW17.

## Características orbitales
2015 KW17 está situado a una distancia media del Sol de 3,085 ua, pudiendo alejarse hasta 3,294 ua y acercarse hasta 2,876 ua. Su excentricidad es 0,067 y la inclinación orbital 12,09 grados. Emplea 1979 días en completar una órbita alrededor del Sol.

## Características físicas
La magnitud absoluta de 2015 KW17 es 15,5.